# Rottwirtschaft
Für die Rottwirtschaft werden Waldbestände im Abständen von 15 bis 20 Jahren eingeschlagen und Teile des Holzes auf der frei gewordenen Fläche verbrannt. Übrig bleibt Asche, die einer primitiven Düngung gleichkommt. Diese reicht für ein bis zwei Jahre zum Anbau von Getreide. Der Austrieb aus den verbliebenen Wurzelresten bildet in den nächsten 15 bis 20 Jahren den Niederwald. Dieser wird dann meistens als Brennholz genutzt und der Zyklus der Rottwirtschaft beginnt erneut von vorn.